# Brachypelma hamorii
Brachypelma hamorii is een spin, die behoort tot de vogelspinnen.  

## Verspreidingsgebied
De soort komt voor in de halfwoestijnen en wouden van Midden-Amerika, voornamelijk in Mexico. 

## Beschrijving
De lengte van het lichaam van de spin kan bij een volwassen exemplaar 5 à 6 cm bedragen. In het algemeen worden deze spinnen niet zo groot. De poten en pedipalpen zijn zwart met meerdere oranje ringen, wat de spin een karakteristiek uiterlijk geeft.

## Gedrag
De Brachypelma hamorii is een bodembewoner. De spin is niet territoriaal ingesteld en zal maar zelden met brandharen strooien bij het indringen van hun territorium. Bijten doet ze enkel bij prooien die het territorium binnendringen.

## Verzorging in gevangenschap
De spin dient een luchtvochtigheid van 50 tot 70% te hebben en een gemiddelde temperatuur van 22 tot 26 °C. Het dier groeit relatief langzaam. De mannetjes hebben een levensduur van vijf tot tien jaar, de vrouwtjes tot 30 jaar.